# Розумна (річка)
Розумна (рос. Речка Разумная; Разумная) — річка в Росії у Корочанському районі Бєлгородської області. Ліва притока річки Сіверського Дінця (басейн Азовського моря).

## Опис
Довжина річки приблизно 49,89 км, найкоротша відстань між витоком і гирлом — 44,74  км, коефіцієнт звивистості річки — 1,12 . Формується багатьма балками та загатами.

## Розташування
Бере початок на південно-західній стороні від села Тоненьке. Тече переважно на південний захід через села Мазикине, М'ясоїдове, Севрюкове, Ястребове, Біловське, Розумне і впадає у річку Сіверський Донець, праву притоку Дону.

## Цікаві факти
- У минулому столітті на річці існувало багато газових свердловин[2].